# Casiphia thibeticola
Casiphia thibeticola là một loài bọ cánh cứng trong họ Cerambycidae.